# Гармала обыкновенная
Га́рмала обыкнове́нная, или могильник обыкновенный (иногда в литературе просто могильник) (лат. Péganum hármala) — многолетнее травянистое растение; вид рода Гармала (Peganum) семейства Селитрянковые (Nitrariaceae). Произрастает в полузасушливых степях Восточной Европы и Центральной Азии. Ядовитое растение, обладающее лекарственными свойствами. Ввоз растения на территорию РФ запрещён Постановлением Правительства РФ с 2020 года, поскольку оно содержит психоактивные вещества. 

## Название
Научное название происходит от др.-греч. πήγανον — «рута», так как гармалу часто смешивали с садовой рутой; harmala — от арабского названия растения.
Русские народные названия растения, приведённые Н. И. Анненковым: могильная трава, дикая, чёрная и горная рута, бибика, пёсье дерьмо, пиган, сплотник, стрелина, юзерлик, юзюрлюн.
Известна как адраспан/адырашман «вонючий и ядовитый. У него есть и другое, вполне подходящее название — могильник. Травники, правда, его ценят». А. Е. Стерликов, «Горит свеча в палатке», 1988 г.

## Ботаническая характеристика

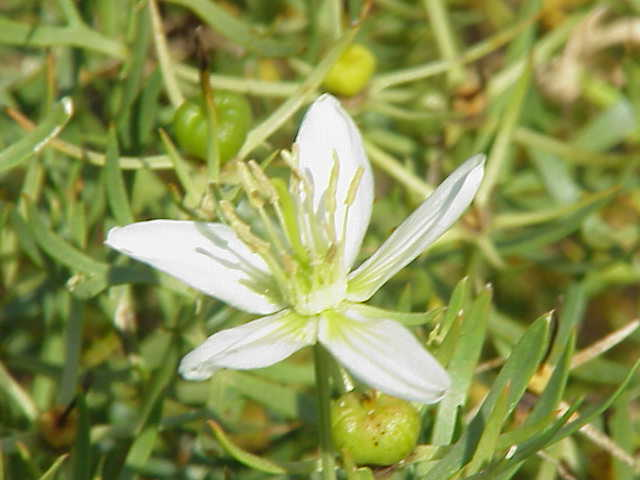
Цветок гармалы обыкновенной крупным планом

Многолетнее травянистое растение высотой около 50 см с мощным многоглавым корнем до 2—3 м длины, вертикально уходящим в почву к водоносным слоям. Стебли высотой 30—80 см, разветвлённые, голые, зелёные.
Листья очерёдные, короткочерешковые, сидячие, глубоко трёх-, пятираздельные, с линейными острыми долями.
Цветки жёлтые или белые, крупные, на цветоножках одиночные или до трёх на концах ветвей. Чашечка, остающаяся при плодах, почти до основания пятираздельная, доли её линейные, заострённые, цельные или слегка надрезанные. Венчик из пяти эллиптических лепестков, длиной 1,5—2 см. Тычинок 15.
Плод — шаровидная, несколько приплюснутая коробочка, диаметром 6—10 мм, трёхгнёздная, с перегородками. Семена коричневые или буровато-серые, клиновидные, трёхгранные, длиной 3—4 мм, с бугорчатой поверхностью.
Цветение в мае — июле, семена созревают в июле — августе. Имеет сильный специфический запах.

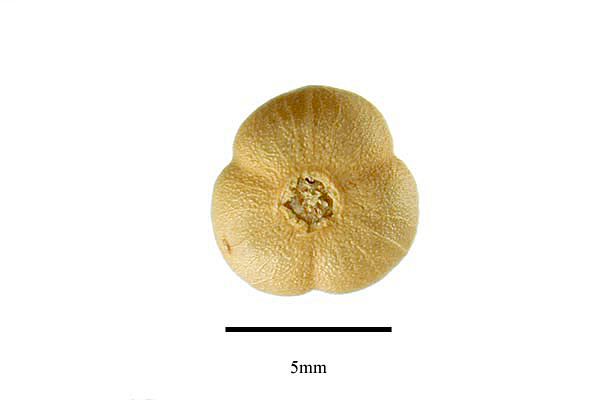
Плод гармалы

В качестве лекарственного сырья используется трава гармалы (лат. Herba Pegani harmalae). Сырьё заготавливают в фазу бутонизации — начала цветения. Сушка воздушная. Повторные заготовки на тех же зарослях возможны через 2 года.

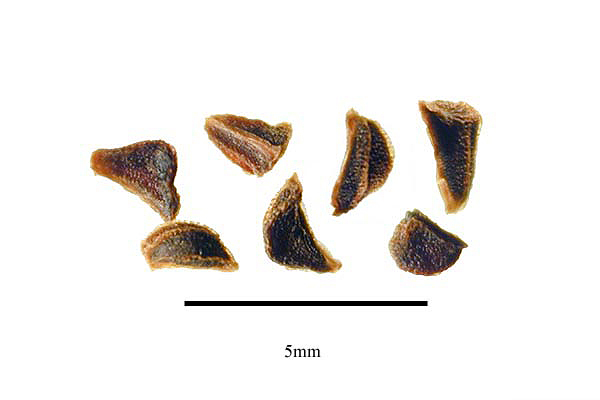
Семена гармалы

## Химический состав
Содержит значительное количество алкалоидов, производные хиназолина и индола. Из суммы алкалоидов сначала выделены в чистом виде гармалин, гармин (банистерин), гармалол и L-пеганин (вазицин), а в последние годы — пегамин, пеганол, дезоксипеганин, пеганидин (в траве) и др. Установлено, что из алкалоидов, содержащихся в семенах, 50—95 % приходится на гармалин, в корнях преобладает гармин (67—74 % от общего количества), а в траве основную массу составляет пеганин (до 78 % от общего количества алкалоидов). Выявлено также, что в молодых корнях вдвое больше алкалоидов, чем в старых, причём преобладает гармин. По мере развития надземной части растения уменьшается и количество алкалоидов, и доля пеганина в нём, а количество гармина увеличивается. Качественный состав алкалоидов сильно зависит от места произрастания растения. Помимо алкалоидов, из семян растения выделены красное красящее вещество и высыхающее жирное масло. В траве содержится белок (24 %), жирное масло (4 %) и экстрактивные вещества (31 %).
Сырьё используют для получения препарата дезоксипеганина гидрохлорида, обладающего антихолинэстеразным действием. Препарат применяют при поражениях периферической нервной системы. В азиатской медицине применяют семена как антиспастическое, снотворное, противорвотное и глистогонное средство. Использовалось в качестве абортирующего средства на Среднем Востоке и в Северной Африке. Для этих же целей используют в Западной Европе. Растение находит применение и в гомеопатии. Семена используют также в шаманских практиках арабских кочевников.

## Алкалоиды гармалы
| Название                                  | Брутто формула | ИЮПАКкк                                                  | Формула |
| ----------------------------------------- | -------------- | -------------------------------------------------------- | ------- |
| Гармин                                    | C13H12N2O      | 7-метокси-1-метил-9H-пиридо[3,4-b]индол                  |         |
| Гармалин (обратимый ингибитор МАО типа А) | C13H14N2O      | 4,9-дигидро-7-метокси-1-метил-3H-пиридо[3,4-b]индол      |         |
| Тетрагидрогармин                          | C13H16N2O      | 7-метокси-1,2,3,4-тетрагидро-гармин                      |         |
| Гарман                                    | C12H10N2       | 1-метил-9H-b-карболин                                    |         |
| Гарминовая кислота                        |                | метил-7-метокси-b-карболин-1-карбоксилат                 |         |
| Гармилиновая кислота                      |                | 7-метокси-3,4-дигидро-b-карболин-1-карбоксиловая кислота |         |
| Гарманамид                                |                | 1-карбамоил-7-метокси-b-карболин                         |         |
| Ацетилноргарнин                           |                | 1-ацетил-7-метокси-b-карболин                            |         |

## Значение и применение

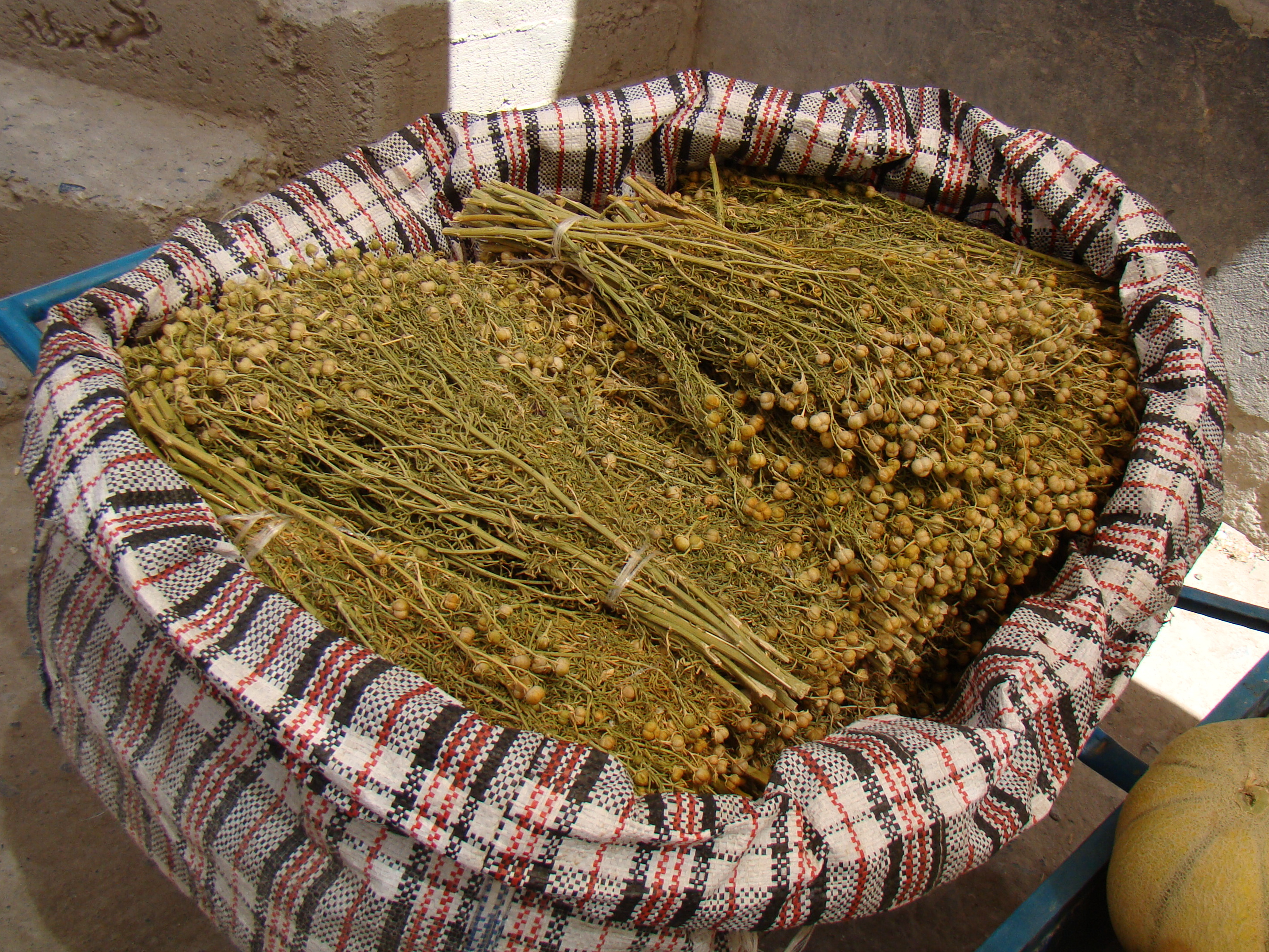
Торговля травой гармалы в Южном Казахстане

Обычно растение животными не поедается. Однако в отдельные засушливые годы на выгонах и пастбищах при отсутствии хороших кормовых растений в результате поедания цветков гармалы были случаи отравления ягнят в колхозе «Красный будённовец» и в совхозе «Урожайненский» Ставропольского края. Случаи отравления, заболевания и падежа овец от поедания гармалы были также отмечены в ряде хозяйств Дагестана. Силос не поедается животными даже в смеси с концентратами.
Растение обладает инсектицидными свойствами; известны успешные опыты по применению препаратов гармалы для борьбы с вредителями сельскохозяйственных растений. Настоем «травы» успешно лечат чесотку у животных, особенно у верблюжат.
Гармала обыкновенная — старинное красильное растение. Из семян получали стойкий краситель для окраски шерсти и тканей в различные яркие тона (от жёлтого до красного). Эту краску раньше называли турецкой, так как в Турции ею красили национальные головные уборы — фески. В кустарном ковровом производстве по сей день пользуются красителем из гармалы.
В семенах 14—16 % жирного масла, применяемого в мыловарении и лакокрасочном производстве.
В Иране, Азербайджане и странах Центральной Азии высушенная трава гармалы под названием «исырык» (азерб. üzərlik, туркм. ýüzärlik, каз. adyraspan, кирг. ысырык, тадж. хазор испанд, узб. isirik) используется для окуривания помещений как благовоние, а также в ритуалах для изгнания злых духов.
13 марта 2020 года на заседании Кабинета Министров президент Туркменистана Гурбангулы Бердымухамедов распорядился провести специальные мероприятия по окуриванию населения дымом гармалы для профилактики коронавируса. По словам президента, «Многовековая жизненная практика подтвердила, что дым от гармалы – эффективное средство, активно противодействующее проникновению в организм человека различных, невидимых глазу, вирусов».
За ввоз в РФ растения в крупном размере (от 30 грамм) российским законодательством предусмотрено лишение свободы на срок от 10 до 20 лет со штрафом до одного миллиона рублей.

### Лекарственное использование гармалы
- В Йемене гармала используется для лечения депрессии[17].
- Гармалин, один из алкалоидов гармалы обыкновенной, является стимулятором ЦНС и обратимым ингибитором моноаминоксидазы типа А[18].